# Arthur Stellbrink

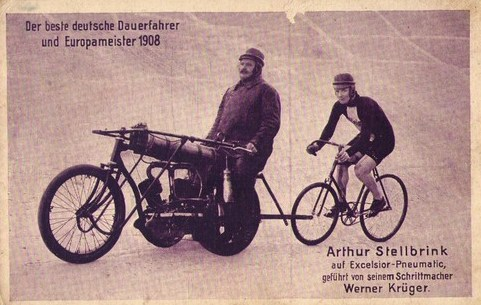
Arthur Stellbrink derrière son entraineur Werner Krüger, 1908

Arthur Stellbrink, né le 24 octobre 1884 à Berlin-Alt-Treptow et mort le 24 décembre 1956 à Berlin est un coureur cycliste allemand .

## Palmarès sur piste

### Championnats d'Europe
- Cologne 1908
  -  Champion d'Europe de demi-fond[17].

### Championnat d'Allemagne
- : Champion d'Allemagne de demi-fond en 1909
- 2e des championnats d'Allemagne de demi-fond en 1910 et 1915
- 3e des championnats d'Allemagne de demi-fond en 1907

### Six jours
- Berlin : 3e en 1914 avec Walter Rütt et 3e en 1924 avec Willy Techmer.
- Breslau :3e avec 1921 avec Hermann Packebusch

### Autres
- Grand Prix Rhénan à Cologne mai 1908[18]
- Roue d'Or de Cologne 1908
- Roue d'Or de Halle sur 70 km juin 1908[19]
- Course de l'heure à Treptow 1909[20]
- Grand Prix d’Anvers 1909
- Grand Prix de Pâques à Cologne 1910
- Grand Prix de Pâques à Cologne sur 100 km 1911[21]
- Roue d'Or de Berlin : 2e en 1913 à Treptow, 3e en 1913 à Olympia, 2e en 1914 à Treptow, 3e en 1921 à Olympia, 2e en 1922 à Treptow
- 100 km de l'Olympia 1913[22].
- Grand Prix du Jubilé, Cologne 1914[23]
- Grand Prix Mackensen à Treptow 1915[24]
- Grand Prix de Düsseldorf sur 75 km : 1918[25].
- Grand Prix Mackensen à Treptow 1915[24]
- Roue d'Or d'Erfurt en 1919[26].